# Orquestra Filarmônica da Cidade de Praga

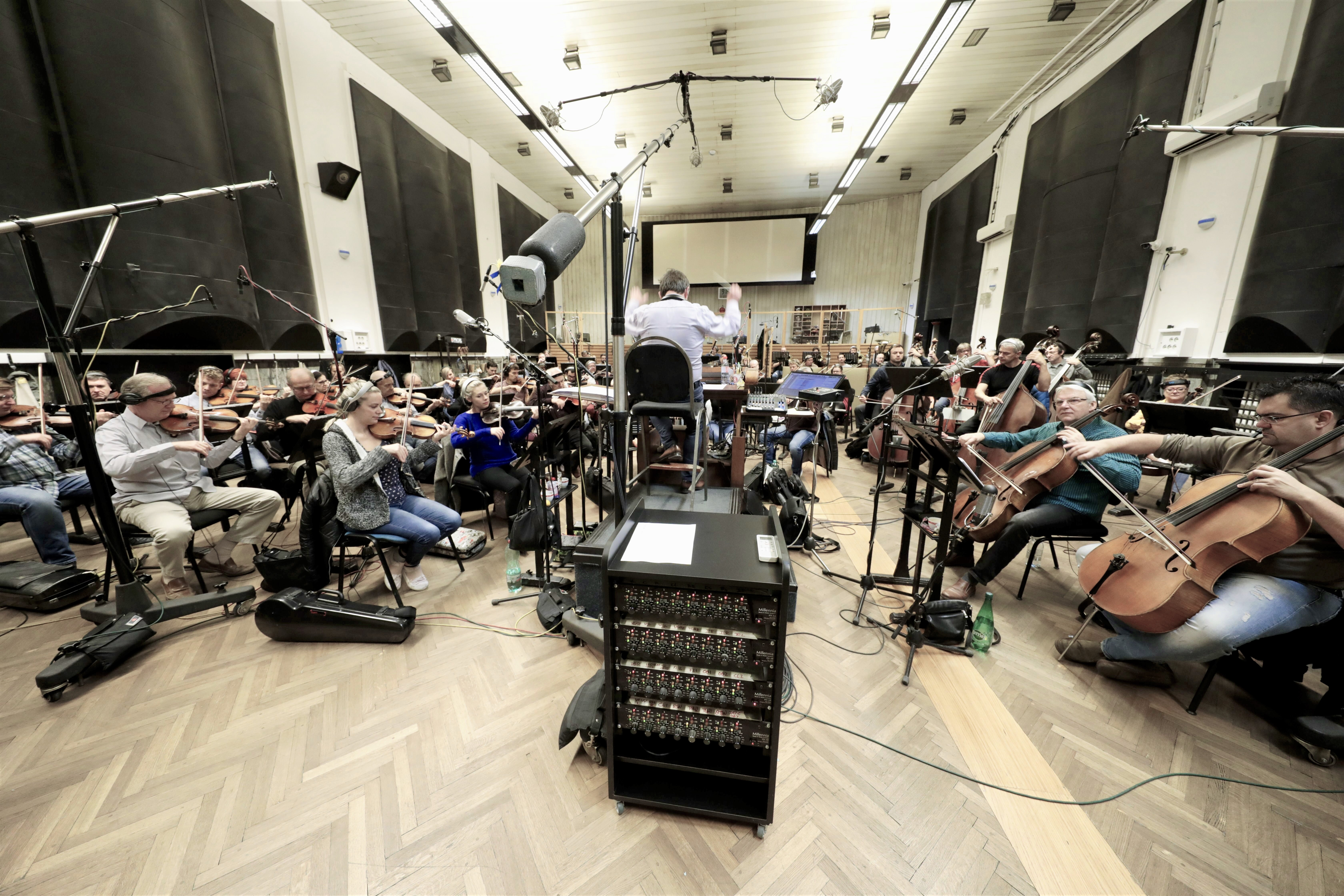
Orquestra Filarmônica da Cidade de Praga

A Orquestra Filarmônica da Cidade de Praga (conhecida internacionalmente como City Of Prague Philharmonic Orchestra) é uma orquestra da República Tcheca responsável pela orquestração de filmes e séries. Também lança coleções de CDs com o melhor das trilhas sonoras do cinema de Hollywood.
A orquestra pertence à Tadlow Music, uma empresa especializada em produção de trilhas para televisão, cinema e vídeo fundada pelo compositor e produtor musical James Fitzpatrick.
Em 1994 a orquestra gravou uma participação em 2 temas da trilha sonora do espetáculo Mystère, do Cirque Du Soleil.